# Pody (Krasnodar)
Pody (del ruso: Поды) es un jútor del raión de Briujovétskaya del krai de Krasnodar en el sur de Rusia. Está situado 15 km al oeste de Briujovétskaya y 86 km al norte de Krasnodar, la capital del krai. Tenía 275 habitantes en 2010.
Pertenece al municipio rural Briujovétskoye.